# 카타르 여자 축구 국가대표팀

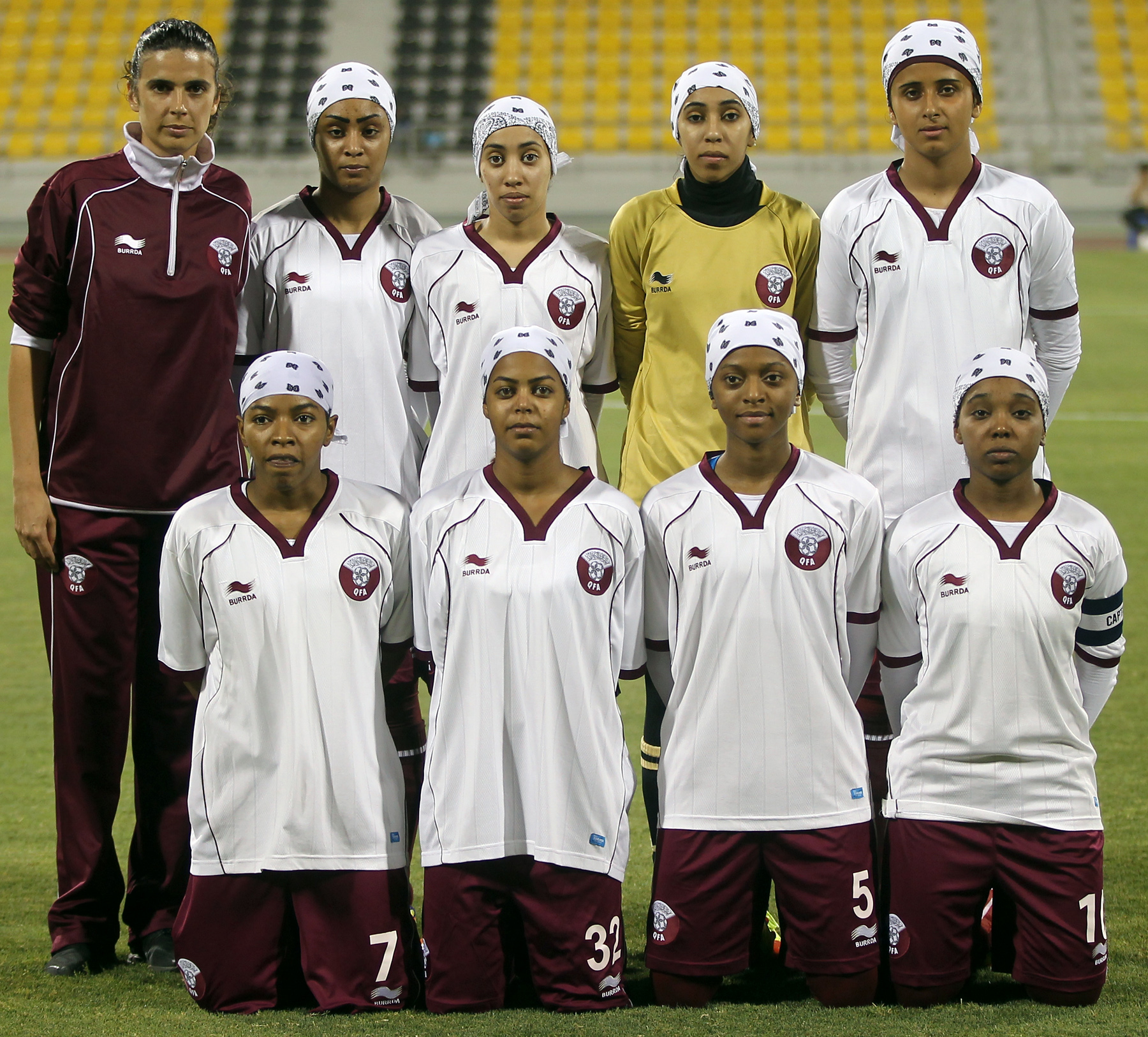

카타르 여자 축구 국가대표팀(아랍어: منتخب قطر لكرة القدم للسيدات)은 카타르를 대표하는 여자 축구 국가대표팀으로 카타르 축구 협회에서 관리하며 중동의 강호로 불리는 남자 대표팀과는 달리 정작 여자 대표팀은 최약체로 평가되고 있으며 남자 대표팀과의 전력 차이가 매우 극심한 팀들 가운데 하나다. 바레인과의 2010년 아라비아컵 A조 조별리그 1차전에서 국제 A매치 첫 경기를 치렀고 이 경기에서 0-17로 대패했으며 현재까지 FIFA 여자 월드컵, AFC 여자 아시안컵, 하계 올림픽, 아시안 게임 본선 기록 모두 전무하다.

## 국제 대회 경력

### WAFF 여자 챔피언십
WAFF 여자 챔피언십 출전은 2014년 대회가 현재까지도 유일무이하며 그나마도 팔레스타인, 요르단, 바레인을 상대로 3전 전패·2득점·19실점으로 4팀 중 최하위라는 처참한 성적에 그쳤다.

### 아라비아컵
2010년 아라비아컵을 통해 처음으로 국제 무대에 나섰으나 바레인, 팔레스타인, 시리아를 상대로 단 1골도 넣지 못한 채 3전 전패·47실점·A조 최하위라는 참담한 성적을 거두며 조별리그에서 탈락했는데 특히 팔레스타인과의 2차전에서 당한 0-18 대패는 현재까지 카타르 여자 축구가 가장 큰 점수차로 패한 국제 경기로 남아 있다.

## 국제 경기 최다 점수차 승리
카타르 여자 축구가 그나마 가장 큰 점수차로 승리를 거둔 경기는 2012년 3월 31일 홈에서 열린 같은 최약체팀인 몰디브와의 친선 경기로 이 경기에서 4-1의 대승을 거두었고 2021년 칼리파 국제경기장에서 열린 친선 경기에서는 아프가니스탄을 상대로 5-0의 대승을 거두었지만 이는 비공식 경기이므로 2012년 몰디브전 4-1 승리가 현재까지 카타르 여자 대표팀의 공식 국제 경기 최다 점수차 승리로 기록되어 있다.

## 성적

### FIFA 여자 월드컵
- 1991년 ~ 2019년: 불참

### AFC 여자 아시안컵
- 1975년 ~ 2018년: 불참

### WAFF 여자 챔피언십
- 2014년: 4위

### 아라비아컵
- 2010년: 조별리그

## 같이 보기
- 카타르 축구 국가대표팀